# Trichoridia leuconephra
Trichoridia leuconephra är en fjärilsart som beskrevs av Max Wilhelm Karl Draudt 1950. Trichoridia leuconephra ingår i släktet Trichoridia och familjen nattflyn. Inga underarter finns listade i Catalogue of Life.